# Beardstown
Beardstown es una ciudad ubicada en el condado de Cass en el estado estadounidense de Illinois. En el Censo de 2010 tenía una población de 6123 habitantes y una densidad poblacional de 652,35 personas por km².

## Geografía
Beardstown se encuentra ubicada en las coordenadas 40°0′36″N 90°25′54″O / 40.01000, -90.43167. Según la Oficina del Censo de los Estados Unidos, Beardstown tiene una superficie total de 9.39 km², de la cual 9.24 km² corresponden a tierra firme y (1.57%) 0.15 km² es agua.

## Demografía
Según el censo de 2010, había 6123 personas residiendo en Beardstown. La densidad de población era de 652,35 hab./km². De los 6123 habitantes, Beardstown estaba compuesto por el 74.73% blancos, el 5.88% eran afroamericanos, el 0.42% eran amerindios, el 0.34% eran asiáticos, el 0.02% eran isleños del Pacífico, el 16.54% eran de otras razas y el 2.06% pertenecían a dos o más razas. Del total de la población el 32.57% eran hispanos o latinos de cualquier raza.